# 吲哚-3-甲醇
吲哚-3-甲醇（缩写I3C）是一种有机化合物，分子式C9H9NO，是硫代芸苔素（一种硫代葡萄糖苷）的代谢产物，可作为組織蛋白去乙醯酶抑制劑。